# Marmerhoningeter
De marmerhoningeter (Pycnopygius cinereus) is een zangvogel uit de familie Meliphagidae (honingeters).

## Verspreiding en leefgebied
Deze soort is endemisch in de bergen van Nieuw-Guinea en telt twee ondersoorten:
- P. c. cinereus: de Vogelkop en westelijk Nieuw-Guinea.
- P. c. marmoratus: van centraal tot zuidoostelijk Nieuw-Guinea.

## Status
De grootte van de populatie is niet gekwantificeerd maar de soort wordt omschreven als plaatselijk vrij algemeen. Op de Rode lijst van de IUCN heeft deze soort de status niet bedreigd.